# Dipartimento di Rufisque
Il dipartimento di Rufisque (fr. Département de Rufisque) è un dipartimento del Senegal, appartenente alla regione di Dakar. Il capoluogo è la città di Rufisque.
Si trova nella parte orientale della regione di Dakar, all'attaccatura della penisola di Capo Verde. Il territorio è molto densamente abitato, ma non interamente urbanizzato come le restanti aree della regione di Dakar.
Il dipartimento di Rufisque è diviso in 3 comuni e 2 arrondissement, a loro volta suddivisi in 3 communes d'arrondissement e 2 comunità rurali:
- comuni:
  - Diamnadio
  - Bargny
  - Sébikotane

- arrondissement:
  - Rufisque
  - Sangalkam